# آنسرین
آنسرین (به انگلیسی: Anserine) با فرمول شیمیایی C۱۰H۱۶N۴O۳ یک ترکیب شیمیایی با شناسه پاب‌کم ۱۱۲۰۷۲ و جرم مولی ۲۴۰٫۲۵۹۰۴ است. 